# Bhatoora
Le bhatoora, également connu sous le nom de batoora, bhatura, batura, pathora ou puri) (en hindi : भटूरा ; en ourdou بھٹورا ; en pendjabi : ਭਟੂਰਾ) est un pain au levain frit moelleux  provenant du sous-continent indien. Les variations comprennent l'aloo bhatura (bhatura fourré à la pomme de terre) et le paneer bhatura (bhatura fourré au fromage blanc). Il est souvent servi avec du curry de pois chiches, du chole ou du channe, ce qui en fait le plat traditionnel chole bhature.
Ce pain est similaire au puri à la différence que la pâte est au levain.

## Ingrédients
Une recette traditionnelle comprend de la farine blanche (maida), du dahi (yaourt), beaucoup de ghee ou d'huile et de levure boulangère ou chimique. Une fois bien pétrie, la pâte est mise à lever puis de petites boules sont roulées à la main ou aplaties à l'aide d'un rouleau à pâtisserie. Ces morceaux de pain sont frits jusqu'à ce qu'ils gonflent en un pain légèrement doré, élastique et moelleux.
Une variante est le kulcha qui n'est pas frit et cuit sur une casserole plate ou surface plane et garni de feuilles de coriandre. Il est cuit à partir de la même pâte.